# Elin Pelin
Elin Pelin (în bulgară Елин Пелин, n. 18 iulie 1877, Bailovo, Imperiul Otoman – d. 3 decembrie 1949, Sofia, Republica Populară Bulgaria), născut cu numele Dimităr Ivanov Stoianov (Димитър Иванов Стоянов), a fost un important scriitor bulgar. 
Orașul Elin Pelin a fost numit după autor. Pseudonimul și l-a ales după planta denumită „pelin” (atât în română, cât și în bulgară).
Elin Pelin a scris două romane fantastice pentru copii, primele de acest fel în literatura bulgară: Ian Bibian (Ян Бибиян, 1933) și Ian Bibian pe Lună (Ян Бибиян на Луната, 1934).

## Lucrări traduse în română
- Povestiri, București, 1964
- Povești și povestiri, București, 1966
- Căutătorii de comori (graf. Dorina Cojocaru), Editura Literatura Artistică, 1976
- Puterea necuratului (trad. Mihaela Deșliu, Valentin Desliu), nuvele și povestiri, Editura Univers, București, 1978
- Traista fermecată, Editura Ion Creangă/Editura Sofia-Presse, București/Sofia, 1978
- Vulpea și cocoșul (trad. Mihaela Deșliu), Editura Ion Creangă/Editura Sviat, București/Sofia, 1989

## Vezi și
- Literatura științifico-fantastică în Bulgaria